# Plaque virale
Une plaque virale (plage virale ou bien plage de lyse) est une « zone » différenciée apparaissant au sein d'une culture virale, elle-même faite sur une culture de cellules-cibles  (par exemple des virus bactériophages cultivés sur une surface de cultures d'une bactérie faite sur un milieu nutritif, gélose en général... ; si l'on introduit un virus bactériophage dans ce milieu, il va se faire répliquer au sein des bactéries, souvent en les tuant, ce qui lui permet de se propager.

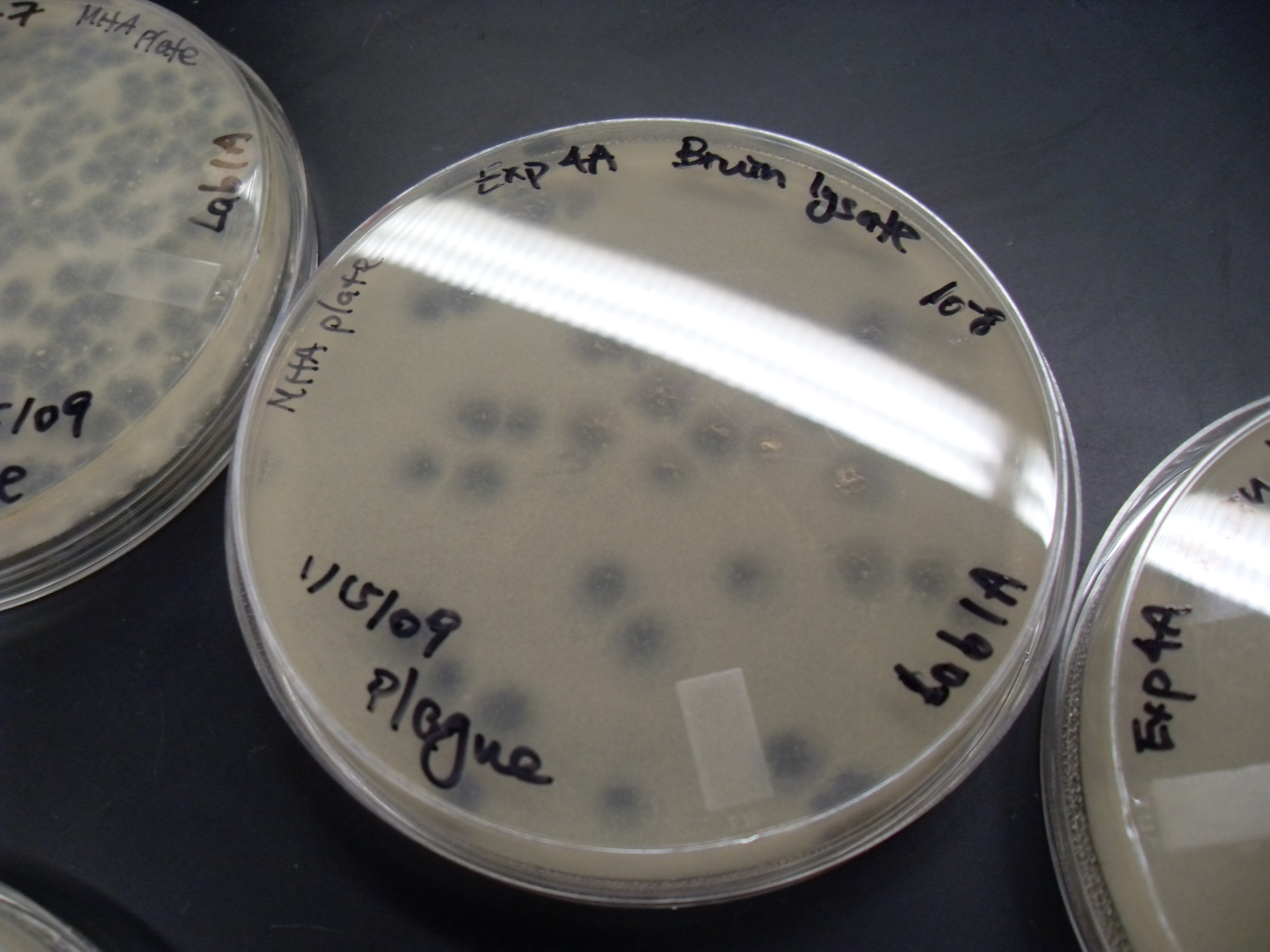
Exemple de plaques induites par un virus isolé dans un compost près de l'UCLA. La mycobactérie que ce virus infecte est Mycobacterium smegmatis.

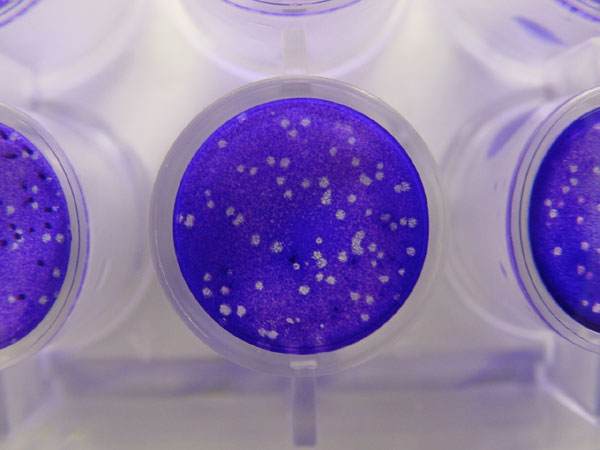
Photographie macroscopique de la formation de plaques virales sur une culture de cellules. Les cellules Vero, qui se sont développées de manière confluente au fond d'une petite boite de Petri (1,5 cm de diamètre), ont été infectées par le virus de l'herpès simplex (environ 75 unités de formation de plaque), puis cultivées durant une nuit pour produire des plaques virales. Les cellules vivantes ont été colorées en bleu avec du cristal violet (qui colore densément le cytoplasme de la bactérie). Chaque plaque virale transparente désigne une plage où des virions d'herpès ont tué les cellules.

Cette propagation génère des zones de destruction cellulaire dites « plaques ». 

Cette technique nécessite que l'on sache à la fois cultiver dans de bonnes conditions le virus et la cellule qu'il infecte. Elle implique aussi que le virus ait été préalablement correctement isolé, identifié et purifié (par centrifugation différentielle, précipitation, dénaturation, digestion enzymatique…).

## Technique de comptage
Compter le nombre de ces plaques est l'une des méthodes de quantification virale. 
Elles peuvent être détectées visuellement (parfois à l’œil nu, mais plus souvent au microscope) ou à l'aide de compteurs de colonies, de la même manière qu'on compte les colonies bactériennes sont comptées. Des techniques de coloration (ex rouge neutre pour les eucaryotes ou giemsa pour les bactéries) peuvent aussi être utilisées, de même que l'immunofluorescence.
Des systèmes informatiques de comptage ont été conçus pour analyser des échantillons par lots.
L'apparence de la plaque dépend bien entendu de la souche hôte, du virus mais aussi des conditions de culture. 
- Les souches virales hautement virulentes ou lytiques donnent des plaques claires.
- Les souches qui ne tuent qu'une fraction de leurs hôtes (par exemple en raison d'une résistance partielle / lysogénie) ou qui ne réduisent que le taux de croissance cellulaire donnent des plaques troubles.
- Certains phages partiellement lysogènes donnent des plaques en œil de bœuf, avec des taches ou des anneaux de croissance au milieu de régions claires de lyse complète.

## Trous « spontanés » (non-induits par des virus)
En culture cellulaire, la formation spontanée de trous non-induits par des virus, atteignant parfois plusieurs millimètres et alors bien visibles à l'œil nu,  est dite opiplasie, du grec; opi = trou; plasi = formation (ex : LLC-PK1, ou le modèle de culture de cellules épithéliales gingivales humaines, Gie-3B11).   
Ces trous « spontanés » peuvent être induits et/ou amplifiés par des cytokines pro-inflammatoires telles que le facteur Tumor Necrosis Factor-alpha.